# Präfekturuniversität Nagano

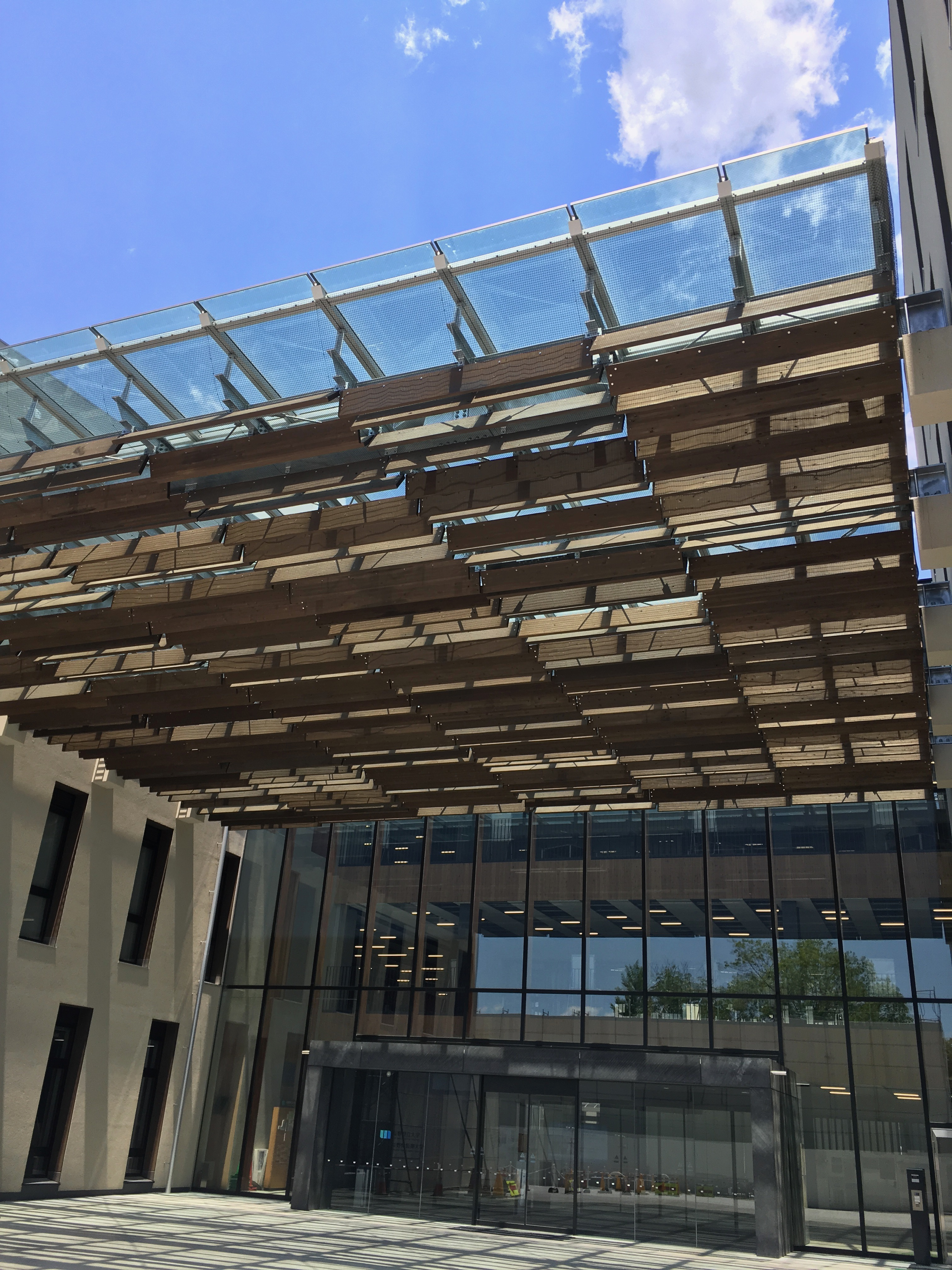
Haupteingang im Miwa-Hauptcampus (2019)

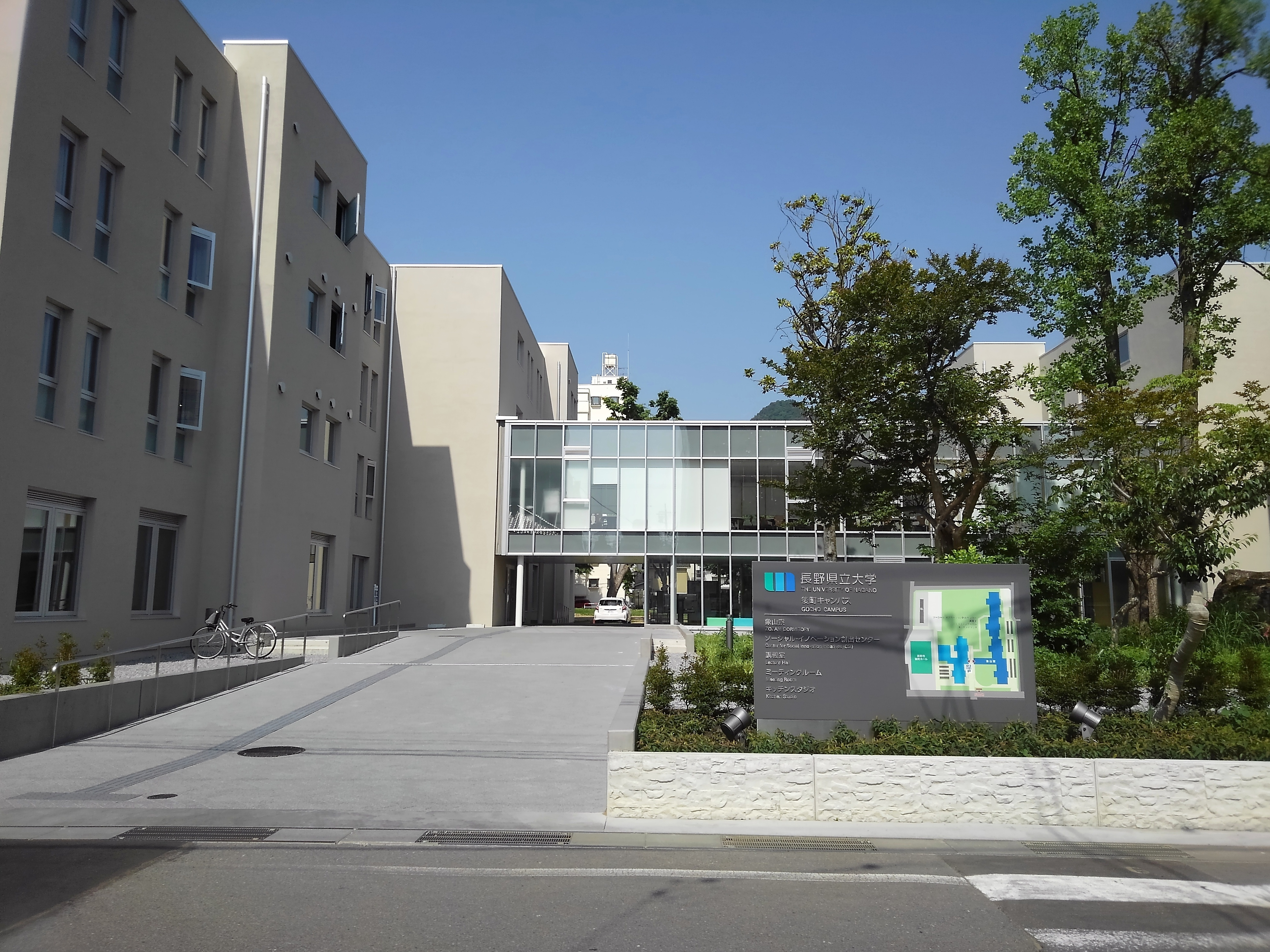
Studentenwohnheim im Gochō-Campus (2018)

Die Präfekturuniversität Nagano (japanisch 長野県立大学 Nagano-kenritsu daigaku; engl. The University of Nagano, kurz: UoN) ist eine öffentliche Universität in Nagano in der Präfektur Nagano (Japan).
Der Ursprung der Universität liegt in der 1929 gegründeten Präfekturalen Frauenfachschule Nagano (長野県女子専門学校 Nagano-ken joshi semmon gakkō). 1950 wurde sie in Präfekturale Kurzuniversität Nagano (長野県短期大学, Nagano-ken tanki daigaku) reorganisiert. Sie war eine Hochschule für Frauen mit Abteilungen für Literatur und Hauswirtschaft. 1962 fügte sie die Abteilung für Vorschulpädagogik hinzu. 2004 wurde sie zur koedukativen Hochschule.
Gegründet wurde die Präfekturuniversität Nagano 2018 durch die Umwandlung der Kurzuniversität in 4-jährige Hochschule. 2022 richtete sie die Graduiertenschule (Masterstudiengänge) ein.
Alle die Studenten im 1. Jahr wohnen im Studentenwohnheim Zōzan-Ryō (象山寮) am Gochō-Campus (36° 39′ 8,6″ N, 138° 11′ 8,7″ O).

## Fakultäten
- Fakultät für Global Management Studies
- Fakultät für Gesundheitswissenschaften und Humanentwicklung
  - Abteilung für Nahrungs- und Gesundheitswissenschaften
  - Abteilung für Vorschulpädagogik